# Hjalmar Gardtman
Johan Gustaf Hjalmar Gardtman, född den 30 maj 1855 i Bladåkers socken, Stockholms län, död den 8 oktober 1937 i Uppsala, var en svensk militär. Han var måg till Anton Henrik Ridderstedt
Gardtman blev underlöjtnant vid Upplands regemente 1877, löjtnant där 1884 och kapten där 1895. Han befordrades till major vid Hälsinge regemente 1904, vid Upplands regemente samma år, till överstelöjtnant i armén 1906 och vid Upplands regemente 1908. Gardtman var chef för infanteriskjutskolan 1906–1908. Han beviljades avsked 1911 och blev överste i reserven samma år. Gardtman fick avsked ur reserven 1920. Han var vice brandchef i Uppsala 1889–1892 och brandchef 1892–1903. Gardtman var ledamot av drätselkammaren 1895–1907 och styrelseledamot i Uplands enskilda bank 1899–1931. Han blev riddare av Svärdsorden 1899 och av Nordstjärneorden 1921. Gardtman vilar på Uppsala gamla kyrkogård.